# Благодатов, Иван Алексеевич
Иван Алексеевич (Силыч) Благодатов (? — 1852) — русский врач.

## Биография
Учился на медицинском факультете Московского университета, который окончил со званием лекаря 2-го отделения в 1822 году. В 1823 году поступил на службу в 1-й Тептярский казачий полк, в 1827 году стал штаб-лекарем, в 1829—1830 годах боролся в Оренбургском крае с эпидемией холеры, составив «Краткое описание холеры». В 1835 году был назначен старшим лекарем того же полка, а в 1838 году уволен.
С 1843 года был Бузулукским уездным врачом.
Умер в Бузулуке 27 августа (8 сентября) 1852 года.